# Dźinasena
Dźinasena, Dźinsen, Jinasēna (dewanagari जिनसेन) – mnich i uczony w dźinijskiej tradycji digambarów. Patronował mu Amoghwarsz I z dynastii Rasztrkut. Był płodnym autorem opisującym tradycje dżinijskie. Napisał takie dzieła jak Adipurana i Mahapurana.